# Humphry Marshall
Pour les articles homonymes, voir Marshall.
 (novembre 2012).
Si vous disposez d'ouvrages ou d'articles de référence ou si vous connaissez des sites web de qualité traitant du thème abordé ici, merci de compléter l'article en donnant les références utiles à sa vérifiabilité et en les liant à la section « Notes et références ».
Humphry Marshall est un botaniste américain, né le 10 octobre 1722 à Marshallton dans le Comté de Chester en Pennsylvanie et mort le 6 septembre 1801 à Marshallton.

## Biographie
Il est le fils d’Abraham Marshall et de Mary née Hunt. Il se marie avec Sarah Pennock le 16 septembre 1748 et se remarie avec Margaret Minshall le 10 janvier 1788.
Il travaille dans une ferme à partir de 1748 et réalise, vers 1768, le premier conservatoire d'espèces végétales de la région. Il construit un jardin botanique et des serres sur sa propriété. Il correspond notamment avec Peter Collinson (1694-1768) et John Fothergill (1712-1780). Il est l’auteur d’Arbustrum American, the American Grove (1785).

## Note
1. ↑  Certaines sources indiquent Humphrey.